# Pintadera
Une pintadera (pl. pintadere en italien) est un objet en terre cuite de forme circulaire, portant un dessin géométrique, utilisé comme sceau ou timbre au Néolithique et à l'Âge du bronze pour décorer le corps, le pain ou des tissus.

## Aire géographique
La pintadera est typique de différentes cultures préhistoriques, comme les Guanches des Canaries, les populations nuragiques de Sardaigne, la culture des Vases à Bouche carrée en Italie du Nord, et les cités lacustres de Bad Buchau. Elle présente également des affinités avec les idoles en forme de pain de sucre des Balkans.

## Usage contemporain
Le sceau de la Banque de Sardaigne reprend l'image stylisée d'une pintadera nuragique.